# 亚历山大·巴尔德内
亚历山大·巴尔德内（法語：Alexandre Bardenet，1990年5月26日—）生于圣索尔沃，是一名法国男子击剑运动员，主攻重剑。他在8岁时在瓦朗謝訥开始正式练习击剑。2019年，他获得EDHEC商业学校的学士学位，同年开始在一家保险公司兼职担任人力资源专员。他在青年时期表现突出，但进入成年组后多年未能在法国国家队中崭露头角，直到2019年才第一次参加世界锦标赛，并在团体赛中获得自己的首个世界冠军。